# Jesús Glück Sarasibar
Jesús Glück Sarasibar (València, 16 de juliol de 1941 - Madrid, 24 de gener de 2018), va ser un músic compositor, arranjador i director musical valencià, conegut per haver realitzat la música de pel·lícules del cinema espanyol com ara Solos en la madrugada (1978), El crack (1981) i El crack II (1983) o Asignatura aprovada (1987). Moltes d'elles vinculades al director José Luis Garci, on intervé com a compositor pianista, o arreglador, d'algunes de les seues bandes sonores. Com a compositor treballà per a Raphael, José José, Rocío Jurado, Luis Miguel, Rosa Morena, Los romeros de la Puebla, Cantores de Híspalis, José Vélez, Nydia Car i Massiel. Va ser pare de la cantant experimental Virjinia Glück.